# Kabeljauwplaat
De Kabeljauwplaat is een onbewoond eiland in het Grevelingenmeer in de Nederlandse provincie Zeeland. Te vinden aan de oostkant van het eiland de Veermansplaat. Het eilandje is 7,3 hectare groot en er is strand, gras en bebossing. Er is geen aanlegsteiger. Oost van het eilandje, aan de andere kant van de vaargeul Hals liggen de Slikken van Flakkee.
De Kabeljauwplaat is praktisch niet toegankelijk voor bezoekers omdat er geen steiger is.